# Diego Ollero y Carmona
Diego Ollero y Carmona (Porcuna, 16 de diciembre de 1839 - Écija, 22 de agosto de 1907) fue un militar español.

## Biografía
Estudió en la Academia de Artillería de Segovia (1854) y participó en la tercera guerra carlista. Ocupó cargos de asesoramiento en artillería. Fue profesor en la Academia de Artillería de Segovia, vocal de la Junta Superior Facultativa y director del Museo de Artillería de Madrid. Escribió el primer manual en castellano de cálculo de probabilidades  y tratados sobre balística. Elegido académico de la Real Academia de Ciencias Exactas, Físicas y Naturales (1896), en la que ingresó en 1898 con el discurso "Los progresos de las armas de fuego en su relación con las Ciencias matemáticas".

## Obras
- Balística Experimental, Balística Gráfica y Monografía Balística
- Tratado de cálculo de probabilidades (1879)